# Vroege zaksikkelmot
De vroege zaksikkelmot (Pseudatemelia flavifrontella) is een vlinder uit de familie zaksikkelmotten (Lypusidae). De wetenschappelijke naam is voor het eerst geldig gepubliceerd in 1775 door Denis & Schiffermüller.
De soort komt voor in Europa.